# Metikoš
Metikoš (cirill betűkkel Метикош), település Szerbiában, a Raškai körzet Kraljevoi községében.

## Népesség
- 1948-ban 394 lakosa volt.
- 1953-ban 327 lakosa volt.
- 1961-ben 382 lakosa volt.
- 1971-ben 477 lakosa volt.
- 1981-ben 565 lakosa volt.
- 1991-ben 625 lakosa volt.
- 2002-ben 688 lakosa volt, akik közül 666 szerb (96,8%), 18 montenegrói, 1 horvát, 1 jugoszláv, 1 macedón.